# Rio Apaporis
Rio Apaporis är en flod i Colombia, på gränsen till Brasilien. Den är belägen i den sydöstra delen av landet, 800 km sydost om huvudstaden Bogotá och mynnar ut i Japurafloden. 